# Naide Gomes
Naide Gomes, född 20 november 1979 i São Tomé och Príncipe, är en portugisisk friidrottare som tävlar i mångkamp och längdhopp. 
Gomes började tävla för São Tomé och Príncipe som hon representerade vid OS 2000 då hon även bar landets fana vid invigningen. 2001 bytte hon emellertid nationalitet till att tävla för Portugal. 
2002 blev Gomes tvåa i femkamp vid inomhus-EM i Wien. Två år senare vid inomhus-VM i Budapest 2004 blev hon återigen tvåa. 2005 valde Gomes vid inomhus-EM i Madrid att tävla i specialgrenen längdhopp där hon vann sin första stora titel. Gomes har därefter fortsatt med längdhoppandet och blev tvåa vid utomhus-EM 2006 i Göteborg vilket var hennes första stora titel utomhus. 
2007 blev Gomes mästare vid inomhus-EM i Birmingham. Dessutom hoppade Gomes utomhus över 7 meter för första gången i karriären då hon klarade 7,01 vid en tävling i Madrid. Senare samma år deltog hon vid VM i Osaka där hon slutade fyra i längdhopp.
Under 2008 blev hon världsmästare inomhus efter ett hopp på 7,00. Utomhus deltog hon vid Olympiska sommarspelen 2008 där hon överraskande blev utslagen redan i kvalet.

## Personliga rekord
- Längdhopp - 7,12 (utomhus)
- Femkamp - 4 759 poäng
- Sjukamp - 6 230 poäng